# Shadowplay
«Shadowplay» (с англ. — «Театр теней») — песня британской рок-группы Joy Division. Вошла в дебютный альбом Unknown Pleasures. Одна из версий композиции была записана для альбома Warsaw, который планировался группой как дебютный, но в итоге был выпущен в качестве сборника в 1994 году.

## Влияние
Инди-рок-группа The Killers записывала свою версию песни «Shadowplay». Данная композиция вошла в саундтрек к фильму «Контроль». Также свою версию композиции записывал автор-исполнитель Кевин Макс.
Критик ресурса AllMusic, Нэд Рэггет, охарактеризовал песню, как «кладбищенский романс».
Песня была выпущена как цифровая загрузка в качестве сингла 9 октября 2007 года. Сингл занял 68 место в списке Billboard Hot 100.

## Участники записи
- Иэн Кёртис — вокал
- Бернард Самнер — гитара
- Питер Хук — бас-гитара
- Стивен Моррис — ударные